# Software análisis técnico
Software Análisis Técnico son aplicaciones informáticas desarrolladas para facilitar el Análisis Técnico de los gráficos financieros, para realizar simulaciones de inversión a partir de datos históricos, para automatizar procesos de compra / venta de activos financieros...

## Características
A continuación mostramos las características más habituales en las aplicaciones de análisis técnico. Algunas aplicaciones se centran en un único aspecto (ejemplo: simulaciones) y a veces es necesario utilizar la combinación de más de una aplicación para automatizar completamente el sistema de inversión.

### Gráficos
La forma más habitual de presentar las cotizaciones de un valor es a través de un gráfico de series temporales donde el usuario puede seleccionar el periodo a mostrar (segundos, minutos, horas, días...), el tipo de objeto (barras, líneas, candlesticks...), algunas aplicaciones permiten añadir objetos gráficos como líneas de soporte / resistencia, osciladores (Índice RSI, MACD...)

### Simulaciones
Las simulaciones permiten analizar el comportamiento de un sistema de inversión a partir de los datos históricos de un activo financiero.

### Optimizaciones
El proceso de optimización consiste en modificar los parámetros del sistema de inversión para obtener el máximo rendimiento posible. Una optimización excesiva puede provocar que el sistema tenga un comportamiento excelente en periodos pasados pero con pocas probabilidades de obtener rentabilidades positivas en el futuro. Es recomendable que las simulaciones se realicen en diferentes periodos de tiempo y para diferentes activos financieros para asegurar que los resultados del sistema de inversión son consistentes.

### Escáner
El escaneado se utiliza para buscar en un conjunto de activos financieros aquellos que reúnen unas determinadas condiciones. Generalmente se utiliza para localizar oportunidades de inversión, ejemplo: identificar acciones que el indicador RSI se encuentra por debajo de 30, lo que puede indicar sobreventa.

### Alertas
Las alertas se utilizan para avisar al usuario que se han cumplido las condiciones especificadas en la misma, ejemplo: una cotización ha superado un determinado precio. Las alertas pueden consistir en el envío de un correo electrónico, un mensaje a un teléfono móvil o una ventana en la pantalla.

### Indicadores Personalizados
La mayoría de aplicaciones incluyen una librería de indicadores o estudios predeterminados, además pueden permitir que el usuario se cree sus propios indicadores, generalmente mediante algún tipo de lenguaje de programación incorporado a la aplicación.

### Cotizaciones
Las aplicaciones de análisis técnico generalmente utilizan cotizaciones fin de día, retrasadas o tiempo real. Las cotizaciones fin de día generalmente se actualizan una vez ha finalizado la sesión. Las cotizaciones retrasadas generalmente presentan un retraso de entre 15 y 30 minutos. Mientras que las cotizaciones en tiempo real ofrecen la información tick a tick.

### Conexión Broker
Algunas aplicaciones incluyen conexión directa con el Broker, lo que las permite el envío directo de órdenes de compra / venta permitiendo la automatización completa del sistema de inversión.

## Plataformas
Las aplicaciones de análisis técnico se encuentran disponibles como Software Comercial o Software Abierto y pueden ser accesibles desde una computadora o desde Internet mediante un terminal móvil (pda, móvil...).